# 高凤莲
高凤莲（1964年10月15日—），女，内蒙古临河人，中国柔道运动员。她于1986年获第4届世界女子柔道锦标赛72公斤以上级冠军，成为中国第一位柔道世界冠军。

## 荣誉
- 1994年被评为建国45周年体坛45英杰
- 1999年被评为建国50年新中国体育50星
- 3次被评为全国十佳运动员
- 3次获体育运动荣誉奖章